# Tarsykia Matskiv
Tarsykia Matskiv, née en 1919, tuée en 1944, est une religieuse ukrainienne de la congrégation des servantes de Marie Immaculée, martyre de la foi, proclamée bienheureuse par l'Église catholique avec le groupe des vingt-cinq martyrs d'Ukraine.

## Biographie
Olga Matskiv est née le 23 mars 1919 à Khodoriv, alors simple village du district de Lviv en Ukraine. Désirant accomplir sa vocation religieuse, elle entre le 3 mai 1938 chez les sœurs servantes de Marie Immaculée, et elle y prend le nom de Tarsykia. Elle y prononce ses premiers vœux le 5 novembre 1940,.
Dans le couvent, sœur Tarsykia est couturière, fabriquant les vêtements des religieuses. Elle enseigne aussi la couture aux autres sœurs.
Avant l'arrivée des Soviétiques, elle jure à son directeur spirituel, le frère Volodymyr Kovalyk, vouloir offrir sa vie pour la conversion de la Russie et pour le bien de l'Église catholique.
Le 17 juillet 1944, les troupes soviétiques encerclent le couvent, et un soldat sonne à la porte à 8 h du matin. Sœur Tarsykia ouvre la porte, et le soldat tire sur elle sans avertissement et la tue,. « Parce que c'était une religieuse », dit-il plus tard,.
Après enquête, Tarsykia Matskiv est béatifiée le 27 juin 2001 à Lviv par Jean-Paul II, en même temps que les autres martyrs d'Ukraine. Sa fête liturgique est le 27 juin, en même temps que le groupe de martyrs d'Ukraine, et le 18 juillet à titre individuel.